# Home Triinu
Home – singel  Triinu Kivilaan został wydany 14 grudnia 2007 i można było go ściągnąć przez internet. Po niedługim czasie zajął 2. miejsce w popularnym niemieckim portalu Musicload. Cena wynosiła od 0,99 - 1,29 Euro, 4 złote w portalu OnetPlejer. Za produkcję odpowiedzialne jest 03|Studio. 28 marca 2008 singel został wydany jako maxi CD w Niemczech. Do singla został nakręcony również teledysk.

## Lista utworów
1. "Home (Radio Edit)" 3:25
2. "Home (Orchestral Mix)" 3:18
3. "Home (Dirt RMX)" 3:18
4. "All the Different Girls" 3:24